# Su-33
Su-33, pierwotnie Su-27K (ros. Сухой Су-33, kod NATO „Flanker D”) – radziecki, pokładowy samolot myśliwski i uderzeniowy opracowany w biurze Suchoja, wersja rozwojowa rodziny samolotów Su-27.

## Historia

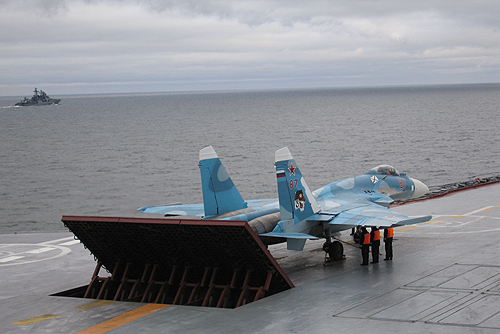
Start Su-33 z pokładu lotniskowca „Admirał Kuzniecow”

Prace nad Su-33 rozpoczęły się wraz z pracami nad nowym lotniskowcem dla ZSRR w drugiej połowie lat siedemdziesiątych XX w. Spośród dostępnych projektów wybrano dwa samoloty myśliwskie zbudowane na bazie MiG-29 i Su-27, samolot szkolny na bazie Su-25 oraz samolot wczesnego ostrzegania Jak-44. W odróżnieniu od konstrukcji zachodnich dostosowanych do startu z katapulty, w ZSRR postanowiono rozwijać technikę startu nowych myśliwców 4. generacji, o wysokim stosunku ciągu do masy, ze skoczni (w rosyjskiej terminologii: trampoliny) – wznoszącego się na końcowym odcinku pokładu lotniskowców budowanych w konfiguracji STOBAR.
Pierwsze próby lądowania z hakiem i aerofiniszerem oraz startu ze skoczni, prowadzono w bazie naziemnej Nitka na Krymie w 1982 roku. W próbach wziął udział nieznacznie zmodyfikowany prototyp Su-27 (T-10-3). W 1984 roku prowadzono próby kolejnego prototypu T-10-25 przebudowanego z seryjnego Su-27, ze wzmocnionym podwoziem, przystosowanego do współpracy z aparaturą naprowadzania Riezistor-4K. W maju 1985 roku Wiktor Pugaczow oblatał eksperymentalną wersję Su-27 z dodatkowym przednim usterzeniem poziomym. Dalsze próby samolotu pokładowego prowadzono od maja 1985 roku na prototypie T-10-24 w tej samej konfiguracji. Wersja ta, z dodatkowym przednim usterzeniem, stała się podstawą do skonstruowania myśliwca pokładowego Su-27K (oznaczenie fabryczne T-10K, od ros. korablennyj – okrętowy). Projekt został zatwierdzony przez dowódcę marynarki w lutym 1985 roku.
Pierwszy prototyp T-10K-1 oblatano 17 sierpnia 1987 roku, latem 1988 otrzymał składane skrzydła. 28 września 1988 maszyna uległa katastrofie podczas realizowanych prób (pilot doznał urazu). Dalsze testy kontynuowano na T-10K-2, oblatanym 22 grudnia 1987. 1 listopada 1989 roku W. Pugaczow odbył pierwsze lądowanie na pokładzie lotniskowca „Admirał Kuzniecow”. Siedem sztuk Su-27K serii próbnej (T-10K-3 – 9) zbudowano w KnAAPO w 1990 roku, a w 1992 roku rozpoczęto produkcję serii 24 sztuk.

## Służba

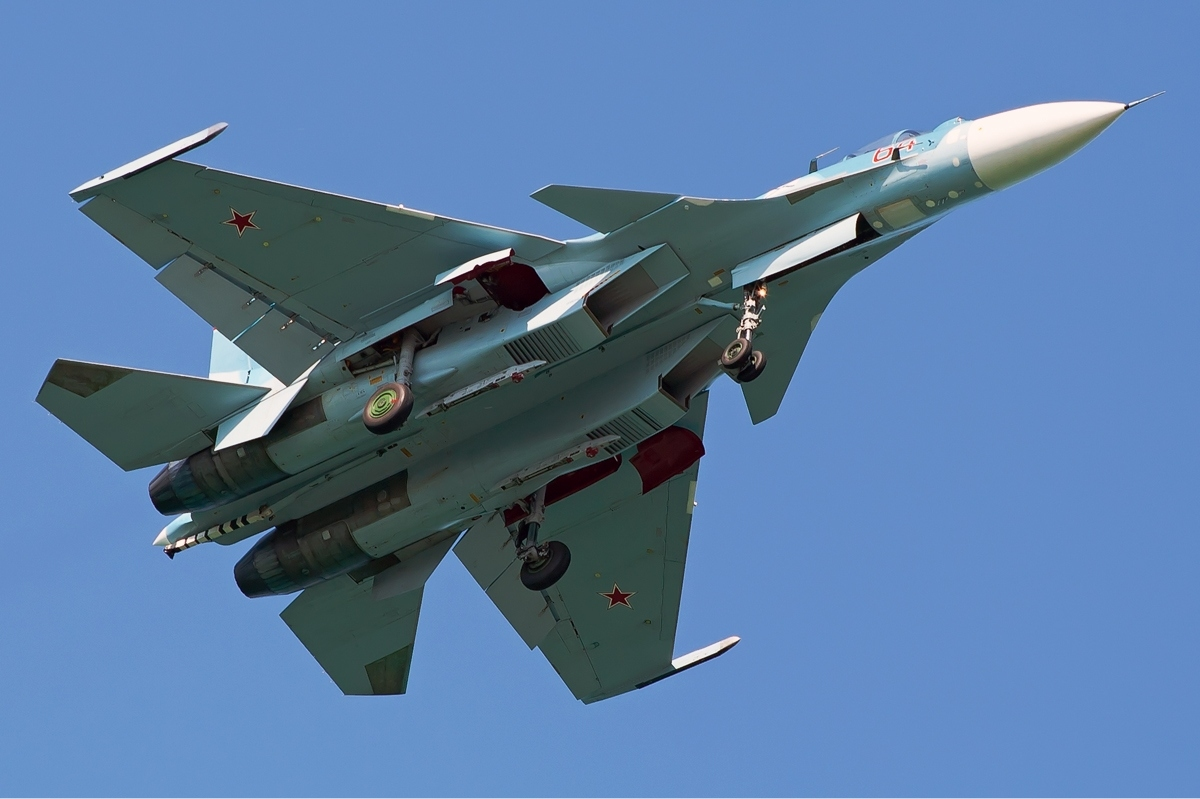
Widok płatowca od dołu

Samoloty serii próbnej zaczęły wchodzić w 1991 roku na wyposażenie 100. Okrętowego Pułku Lotnictwa Myśliwskiego, gdzie były używane do szkolenia. 26 września 1991 pierwszy samolot jednostki wylądował na lotniskowcu „Admirał Kuzniecow”. Pierwsze maszyny z pierwszej serii dostarczono rosyjskiej marynarce wojennej w kwietniu 1993 roku. Ogółem dostarczono 24 samoloty seryjne. Weszły do eksploatacji realizując równocześnie próby państwowe. Z końcem grudnia 1994 roku zakończono badania samolotu i 31 sierpnia 1998 roku został on oficjalnie przyjęty na uzbrojenie rozporządzeniem Prezydenta Federacji Rosyjskiej pod oznaczeniem Su-33. Jedyną jednostką zdolną do działań bojowych jest 279 Samodzielny Pokładowy Pułk Lotnictwa Myśliwskiego (279 OKIAP). Liczący początkowo 24 samoloty pułk stacjonował na pokładzie jedynego rosyjskiego lotniskowca „Admirał Kuzniecow”. Oprócz myśliwca Su-33(MK) powstała też dwumiejscowa wersja samolotu wielozadaniowego Su-33KUB, z układem miejsc jak w Su-34.
Do 2007 roku pięć seryjnych samolotów zostało rozbitych z różnych przyczyn, głównie nad lądem. Między innymi, 17 lipca 2001 roku zginął na Su-33 w wypadku w locie pokazowym w okolicy lotniska w Ostrowie generał major Timur Apakidze. 5 września 2005 roku natomiast Su-33 „czerwony 82” (n/s 07-04) wpadł do wody podczas lądowania na skutek urwania liny hamującej; pilot uratował się za pomocą fotela wyrzucanego.
W toku służby samoloty nie były w poważniejszym stopniu modernizowane. Propozycje wymiany radaru i awioniki na stosowane na nowszych eksportowych wersjach pochodnych Su-27 nie zostały zrealizowane. Jedynie w latach 2002–2003 kilkanaście otrzymało nowy system ostrzegawczy o opromieniowaniu samolotu SPO-32 (L-150) Pastel, z nowym wskaźnikiem wielofunkcyjnym. Resurs samolotów miał się kończyć w 2015 roku, lecz w marcu tego roku Rosja podjęła decyzję o wydłużeniu eksploatacji przynajmniej do 2025 roku. Podczas remontów na przełomie 2015/2016 roku część samolotów poddano niewielkiej modernizacji, zwiększającej możliwość precyzyjnego rażenia celów naziemnych przy użyciu bomb niekierowanych, przez montaż nowoczesnego systemu bombardierskiego SWP-24-33.
Su-33 zostały użyte bojowo z lotniskowca „Admirał Kuzniecow” podczas rosyjskiej interwencji w wojnie domowej w Syrii, począwszy od 16 listopada 2016 roku, bombardując oddziały bojowników konwencjonalnymi bombami, wykonując misje częściowo z bazy lądowej Hmejmim. Podczas tych działań, 3 grudnia utracono kolejny Su-33 w trakcie lądowania na lotniskowcu. Okręt wrócił z misji 8 lutego 2017 roku.

## Konstrukcja

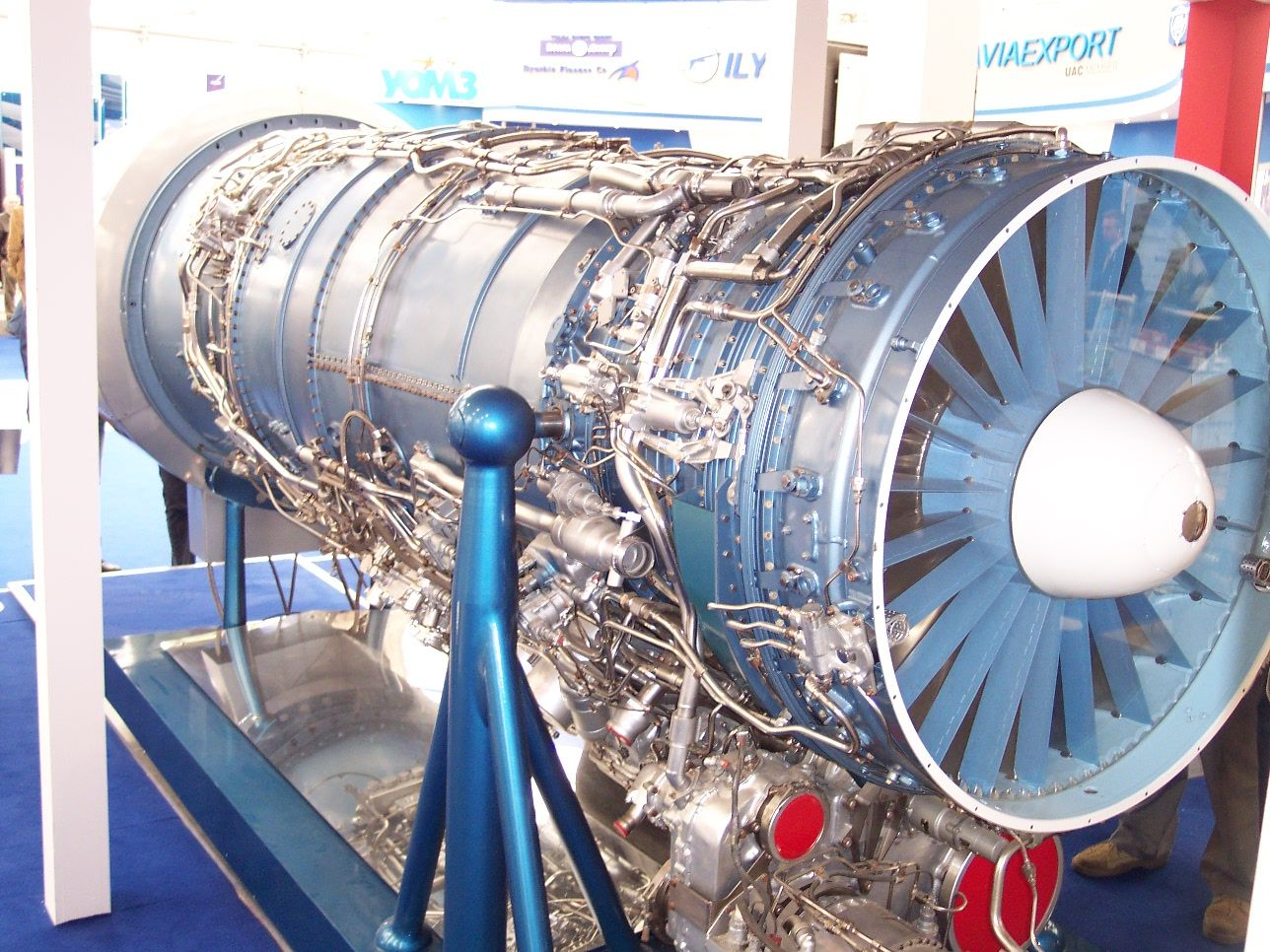
Silnik AL-31

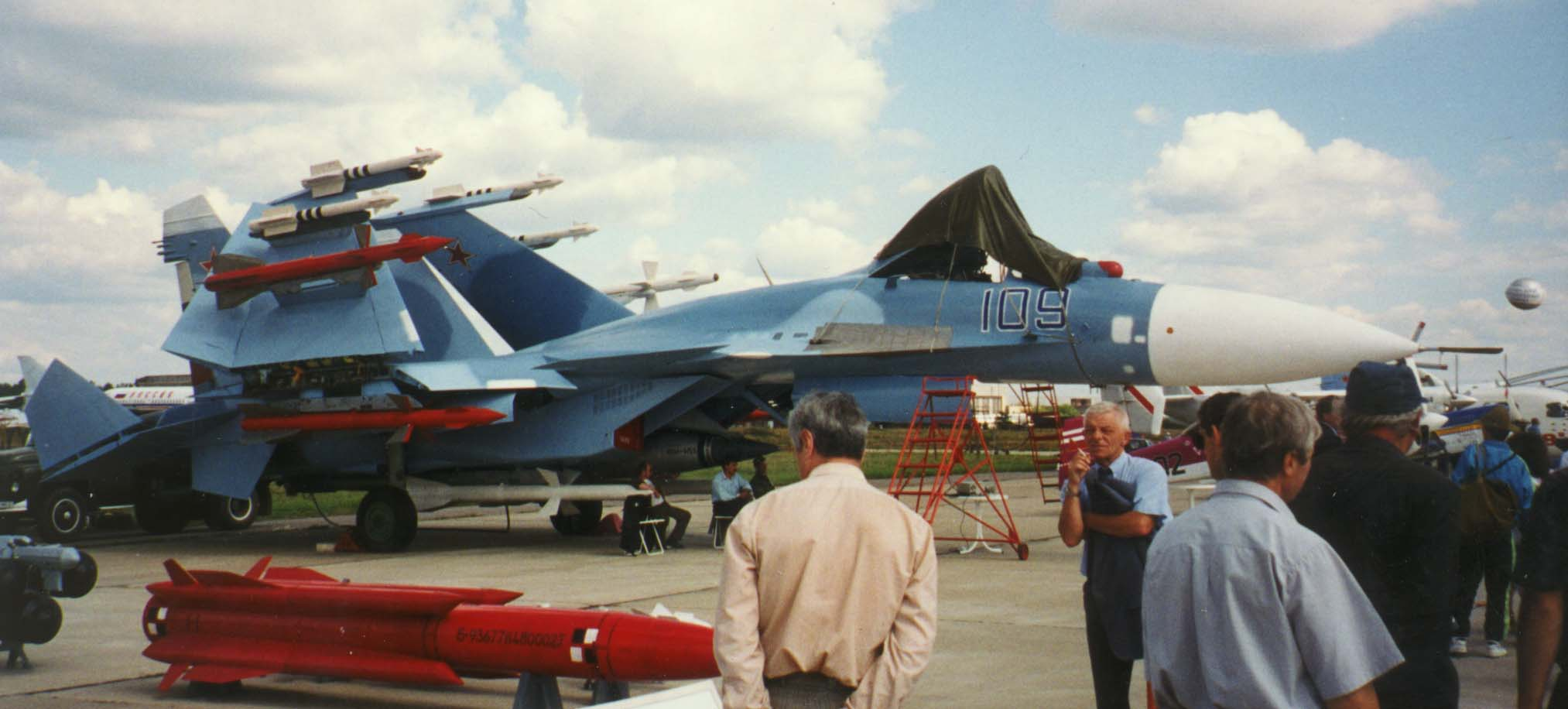
Su-33 ze złożonymi skrzydłami

Napęd maszyny tworzą dwa silniki AL-31F, każdy o maksymalnym ciągu 122,6 kN. Samolot posiada sondę do tankowania w powietrzu oraz aparaturę UPAZ-1A do przekazywania paliwa w powietrzu innym samolotom. W porównaniu do Su-27 Su-33 posiada dodatkowe przednie usterzenie poziome. Może również składać skrzydła, tylne usterzenie poziome oraz osłonę radaru aby ułatwić bazowanie na lotniskowcach. Podwozie wzmocnione, przednie koło zdwojone. Pod kadłubem zainstalowano hak umożliwiający lądowanie na lotniskowcu. Su-33 posiada podobne wyposażenie do Su-27, uzupełnione o urządzenia ułatwiające lądowanie na lotniskowcu.

## Uzbrojenie
Uzbrojenie – Analogiczne do Su-27, dodatkowo może zabierać rakiety R-27EM przeznaczone do niszczenia celów lecących nisko nad wodą. Maksymalna masa uzbrojenia podwieszanego na 12 punktach wynosi 6500 kg, pełny zestaw uzbrojenia wiąże się z ograniczeniami w zakresie startu z lotniskowca. Su-33 ma dwa węzły podwieszeń centralnie pod kadłubem, dwa pod wlotami powietrza i po cztery pod skrzydłami. Maksymalnie może przenosić 8 rakiet powietrze-powietrze średniego zasięgu R-27R/JeR (na dwóch węzłach R-27T/JeT) oraz cztery bliskiego zasięgu R-73. W konfiguracji uderzeniowej może przenosić do 8 bomb o masie 500 kg lub 28 bomb 250 kg albo cztery wyrzutnie niekierowanych pocisków rakietowych kalibru 80 mm S-8 (wyrzutnie B-8M1 po 20 pocisków) lub S-25 (pojedyncze). Przewidywano możliwość przenoszenia rakiety przeciwokrętowej Moskit, lecz nie są one stosowane.

## Odniesienia
Jeden z najskuteczniejszych rosyjskich hokeistów, Maksim Suszynski nosił przydomek Su-33 z uwagi na skojarzenie z jego nazwiskiem i numerem, z jakim występował na koszulce.